# Liste von Bergwerken im Rhein-Erft-Kreis

Städte und Gemeinden im Rhein-Erft-Kreis.

Die Liste von Bergwerken im Rhein-Erft-Kreis umfasst die Bergwerke im Rhein-Erft-Kreis, Nordrhein-Westfalen.  

## Geschichte

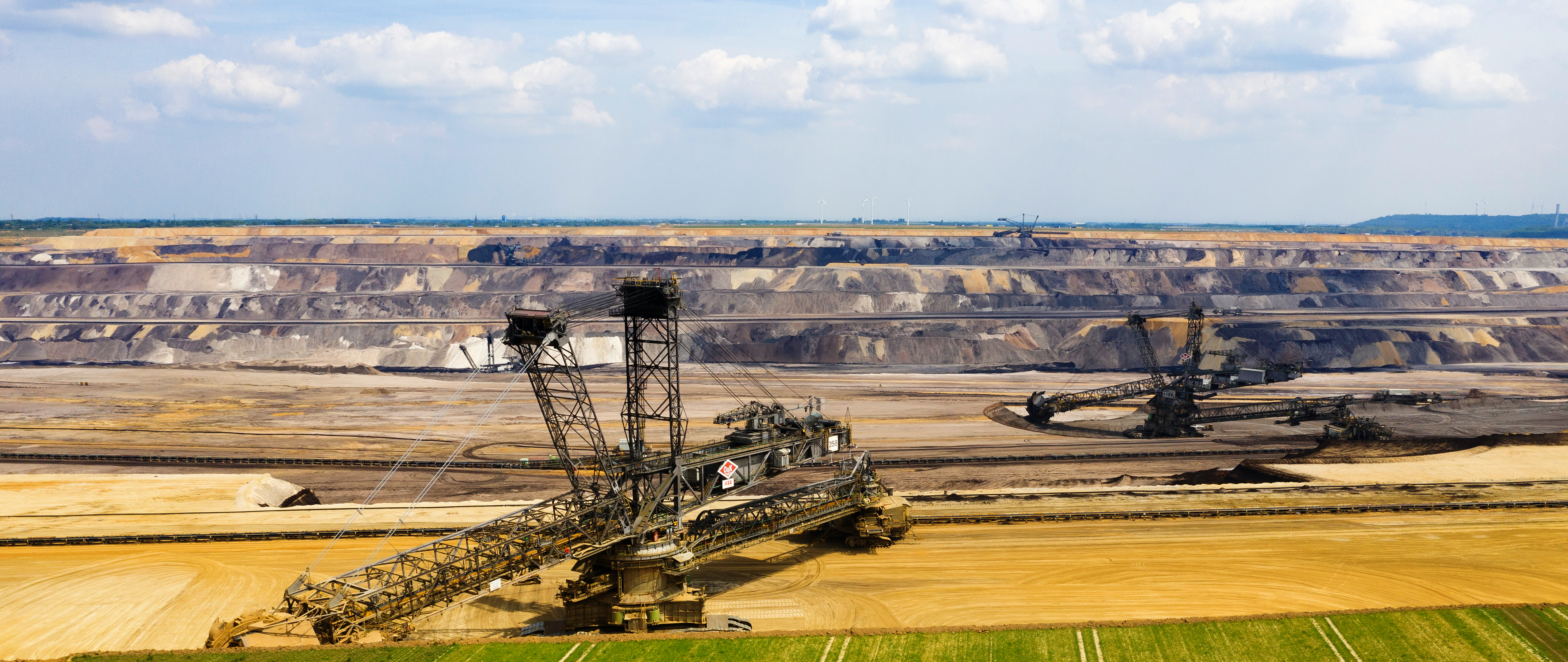
Tagebau Garzweiler, 2019

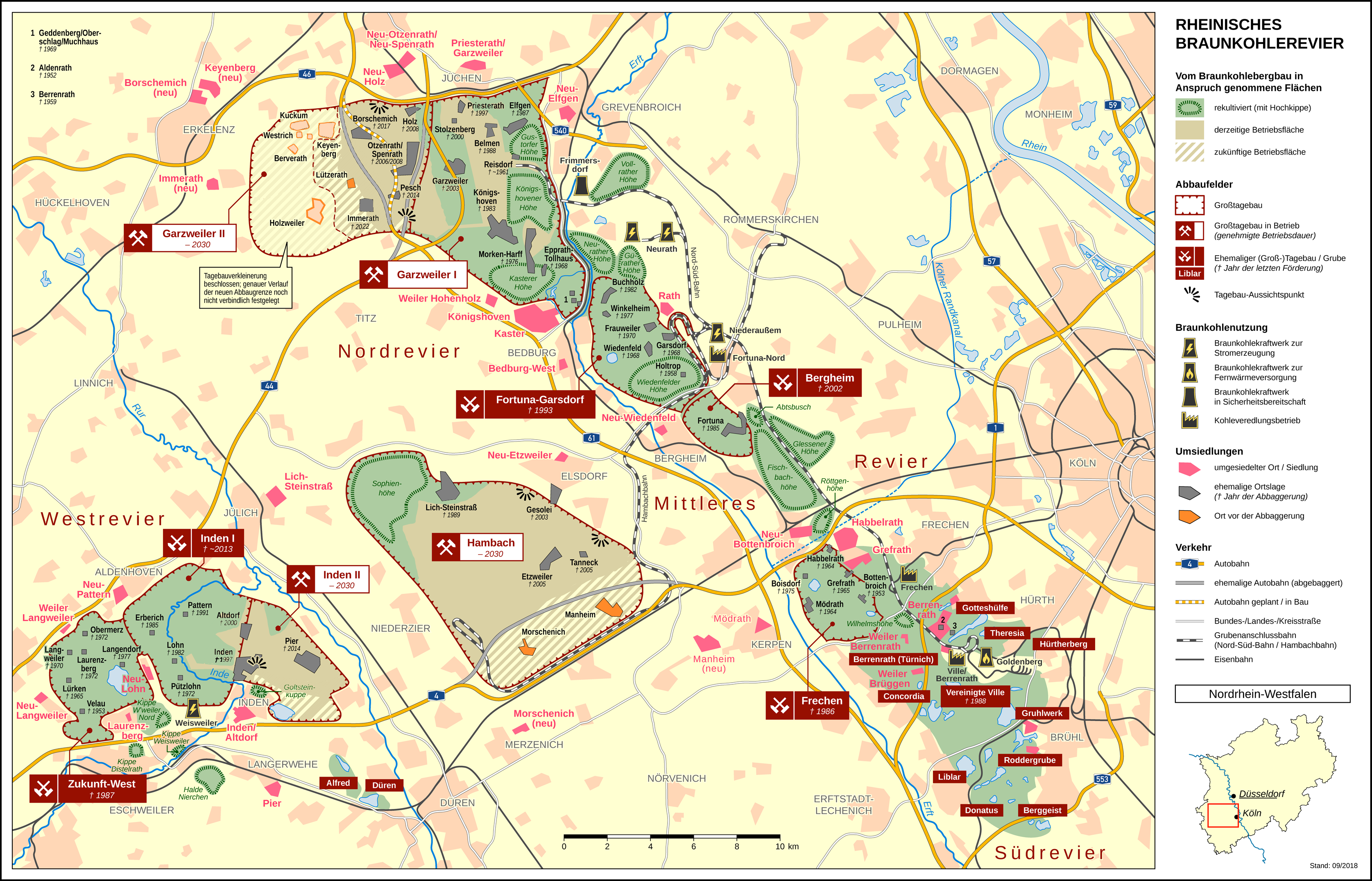
Rheinisches Revier

Das Rheinische Revier ist das größte Braunkohlen-Abbaugebiet Europas. Zu ihm gehören die Kreise Düren, Euskirchen, Heinsberg, der Rhein-Erft-Kreis und der Rhein-Kreis Neuss, die Städteregion Aachen und die Stadt Mönchengladbach.
Für die Stadt Bedburg hatte der Braunkohlentagebau verschiedene Folgen: Vier Zehntel des Stadtgebietes wurden abgebaggert. 15 Ortschaften wurden umgesiedelt. Mehrere Gehöfte, Straßen, das Bett der Erft und Eisenbahnlinien verlegt. 7000 Menschen mussten umsiedeln.

## Liste
| Name                     | Stadt-Stadtteil                                                     | Beginn               | Ende  | Anmerkungen |
| ------------------------ | ------------------------------------------------------------------- | -------------------- | ----- | --- |
| Beisselsgrube            | Bergheim-Ichendorf                                                  |                      |       | |
| Tagebau Bergheim         | Bergheim                                                            | Ende 19. Jahrhundert | 2009  | |
| Tagebau Berrenrath       | Hürth                                                               | 1914                 | 1970  | |
| Tagebau Brühl            | Brühl                                                               |                      |       | |
| Grube Donatus            | Erftstadt-Bliesheim                                                 | 1889                 | 1961  | von 1948 bis 1952 mit der „Schachtanlage Donatus Tiefbau“ für die Untertagegewinnung betrieben                                                                     |
| Grube Fischbach          | Kerpen-Horrem                                                       |                      |       | Eigentümer: Baugeschäft Gebrüder Meyer |
| Tagebau Fortuna-Garsdorf | zwischen Bergheim und Bedburg                                       | 1953                 | 1993  | Rheinbraun |
| Tagebau Frechen          | Frechen                                                             | 1951                 | 1986  | |
| Tagebau Frimmersdorf     | Frimmersdorf                                                        | 1960                 | 1883  | Unterteilt in Frimmersdorf Süd, 1960 entstanden aus dem Zusammenschluss der Gruben Neurath und Heck, und Frimmersdorf West, beide 1983 aufgegangen in Garzweiler I |
| Tagebau Garzweiler       | Bedburg, Garzweiler (Rhein-Kreis Neuss), Erkelenz (Kreis Heinsberg) | 1983–1987            | aktiv | entstanden aus dem Zusammenschluss von Frimmersdorf-Süd und Frimmersdorf-West, 2006 erweitert zu Garzweiler II;                                                    |
| Grube Gotteshülfe        | Hürth                                                               |                      |       | |
| Grube Graf Fürstenberg   | Frechen                                                             | 1901                 | 1950  | 1950 wurde die Grube Graf Fürstenberg mit benachbarten Gruben zum „Zentraltagebau Frechen“ zusammengefasst                                                         |
| Gruhlwerk                | Brühl-Heide und Brühl-Kierberg                                      | 1874                 | 2003  | |
| Tagebau Hambach          | Elsdorf, Niederzier (Kreis Düren)                                   | 1978                 | aktiv | |
| Tagebau Hubertus         | Kerpen                                                              |                      |       | [ 5 ] |
| Tagebau Schallmauer      | Hürth                                                               |                      |       | |
| Tagebau Sibylla          | Frechen                                                             | 1891                 | 1950  | |
| Grube Theresia           | Hürth                                                               |                      |       | |
| Tagebau Vereinigte Ville | zwischen Liblar und Hürth-Knapsack                                  | 1901                 | 1988  | |